# Мужская сборная Того по баскетболу 3×3
Мужская сборная Того по баскетболу 3×3 представляет Того на международных соревнованиях по баскетболу 3×3. Управляющим органом является Федерация баскетбола Того (фр. Fédération Togolaise de Basket-Ball).
По состоянию на 21 сентября 2024, мужская сборная Того по баскетболу 3×3 занимает 116-е место в мировом рейтинге ФИБА мужских сборных по баскетболу 3×3.

## Результаты выступлений
| Турнир           | Золото | Серебро | Бронза | Всего |
| ---------------- | ------ | ------- | ------ | ----- |
| Чемпионат Африки | —      | —       | —      | —     |
| Африканские игры | —      | —       | —      | —     |
| Итого            | —      | —       | —      | —     |

### Чемпионат Африки
| Год        | Место          | Игры           | Победы         | Поражения      | Состав команды                                                                          |
| ---------- | -------------- | -------------- | -------------- | -------------- | --------------------------------------------------------------------------------------- |
| Ломе 2017  | 5              | 3              | 2              | 1              | Mensan Ako Komlan Marco, Komla Mawunyo Banka, Jimmy Williams, Aguemte Site Malapa       |
| Ломе 2018  | 7              | 3              | 1              | 2              | Bouatiyenle Abdoul-Fatarh Damtare, Messan Kokou Doe-Bruce, Edem Shalley, Jimmy Williams |
| 2019—н. в. | не участвовали | не участвовали | не участвовали | не участвовали | не участвовали                                                                          |

### Африканские игры
| Год        | Место          | Игры           | Победы         | Поражения      | Состав команды                                                                           |
| ---------- | -------------- | -------------- | -------------- | -------------- | ---------------------------------------------------------------------------------------- |
| 2019       | не участвовали | не участвовали | не участвовали | не участвовали | не участвовали                                                                           |
| Аккра 2023 | 12             | 3              | 1              | 2              | Têvi Solanyon Micael Lawson-Body, Abdallah Beteou, Abraham Agbobli, Essohona Raoul Anate |